# متحف فلسطين للتاريخ الطبيعي
متحف فلسطين للتاريخ الطبيعي (بالإنجليزية: Palestine Museum of Natural History)، هو متحف للتاريخ الطبيعي يقع  في بيت لحم بالضفة الغربية، تأسس في عام 2013، وتم افتتاحه للجمهور في عام 2017.

## الوصف
- يشمل مجموعات علم النبات وعلم الحيوان وعلم الحشرات وغيرها.

- اختصاصات البحث والجمع والتعليم لتسجيل أهمية التنوع البيولوجي والتراث البيئي في فلسطين.[3]

## التاريخ
- تم افتتاح المتحف للجمهور في 12 أبريل 2017 وهو الأول من نوعه في فلسطين.

- بدأ إنشاء مجموعتها في عام 2014 على يد مازن قمصية، الذي كان قد أدرك قبل سنوات عديدة الحاجة إلى أرشيف للتنوع البيولوجي الفلسطيني وبرامج البحث لفهم أهميته.

- تم دعم تكاليف التأسيس الأولية من قبل مازن وجيسي قمصية وجامعة بيت لحم.[4][5]

## الهدف
- بناء مجموعة من التنوع البيولوجي في فلسطين هو الهدف الأساسي للمتحف.

- الأبحاث الميدانية بتجميع المجموعة.

- قام أحد المشاريع بجمع عشرة أنواع من حلزونات المياه العذبة من الأراضي الفلسطينية.

- توسعت مجموعة رخويات المياه العذبة وتضم الآن أول سجل لـ Planorbella duryi ، وهو نوع غازي في فلسطين، من بركة المتحف الخاصة.

- سجل برنامج بحثي آخر التنوع البيولوجي والأنواع الفريدة في موقع محمية وادي قانا.[6]

## الأنواع
- تشمل المجموعة الحشرية أنواع Cetoniinae من الضفة الغربية.

- مجموعة مكونة من 340 نوعًا من الجراد، والخفاش.

- تشمل المجموعة أيضًا الجيولوجيا، مع مجموعة منفصلة من حفريات الرخويات والأديم الجلدي التي تم جمعها في بيت أمر .

- تتضمن مجموعة علم النبات أمثلة على نباتات الأوركيديا.

- الفطريات الكبيرة في مجموعة المعشبة بالمتحف.

- دور الحدائق النباتية كمواقع لبناء الأمة

- أحد أنواع الفقاريات التي تم جمعها هو عينة غير عادية من هيرميت فيتاتا.[7][8]

## الأبحاث
تشمل الأبحاث الثقافية الأخرى التي أجراها المتحف تغييرات في المعرفة التقليدية للنباتات البرية في أرطاس. 

## رؤية المتحف
التركيز على إرساء مجتمع مستدام يسوده الانسجام بين البشر والطبيعة، والتي تتحقق من خلال البحث والتعليم والحفاظ على الطبيعة، ويعد المتحف أكثر من مجرد معهد أبحاث أو صالة عرض مليئة بالحجارة المثيرة والعروض.